# Wrestling Match
Wrestling Match is een Amerikaanse film uit 1894. De film werd gemaakt door Thomas Edison en toont twee personen die aan het worstelen zijn.